# Karl von Baden (1770–1830)

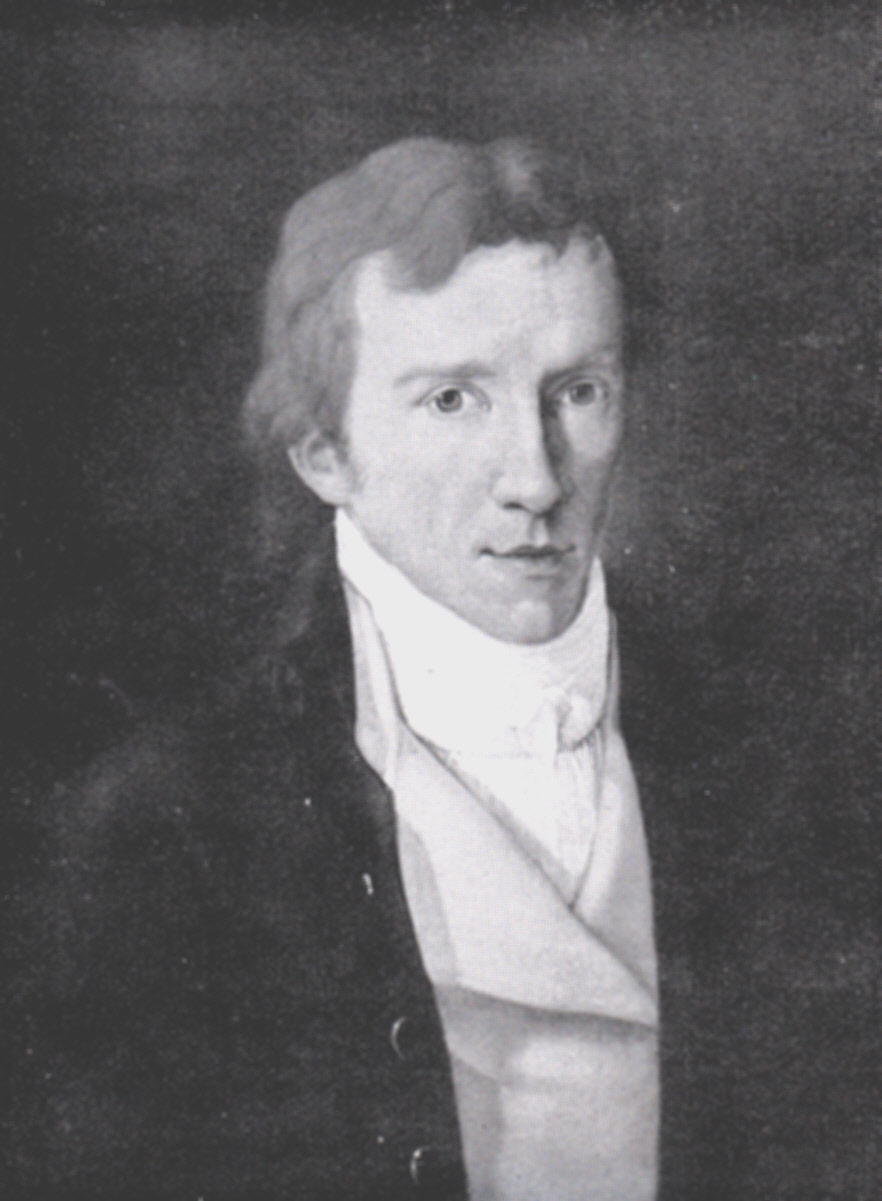
Karl Freiherr von Baden

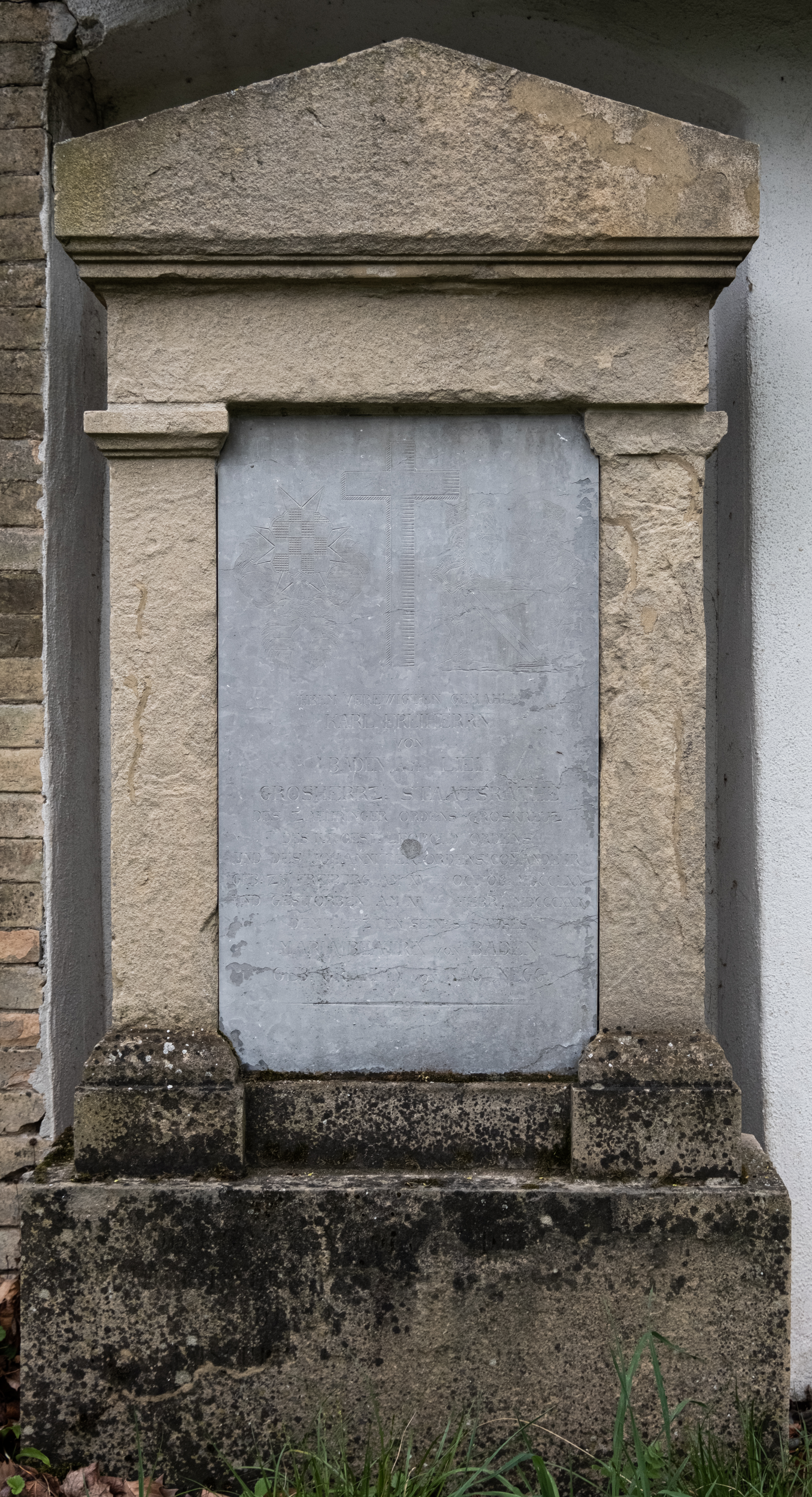
Grabstein auf dem Alten Friedhof in Freiburg

Anton Karl Freiherr von Baden (* 7. Oktober 1770 in Freiburg im Breisgau; † 14. Februar 1830 ebenda) war ein deutscher Jurist und Beamter. Er war Staatsrat des Großherzogtums Baden und Abgeordneter des grundherrlichen Adels in der ersten Kammer der Badischen Ständeversammlung 1819 und 1822. Mit ihm starb das Geschlecht der Freiherren von Baden in männlicher Linie aus.

## Leben
Karl stammt aus dem Geschlecht der Freiherren von Baden und wurde als Sohn des badischen Geheimrats Franz Anton Freiherr von Baden und der Sophia Gräfin von Sickingen-Hohenburg geboren.
Seine Studien begann er in Freiburg und beendete sie 1795 in Wien.
Der Erbe des Herzogs von Modena und Reggio Herkules III., der habsburgische Erzherzog Ferdinand, wurde 1803 Herr des Breisgaus und der Ortenau. Bei der Bildung der neuen Landesverwaltung am 17. September 1803 wurde Karl von Baden zum Präsidenten der Landrechtstelle des obersten Zivilgerichts ernannt. Hermann von Greiffenegg, der Regierungspräsident, hatte ihn Erzherzog Ferdinand Karl empfohlen: „Verstand hat er genug, daß er alles auseinanderklauben wird. Es wird auch sehr heilsam für ihn sein, und er hat überflüssige Talente, ein ungemein tauglicher Justizgeschäftsmann zu werden, wenn er die gar hohe Meinung von sich selbst ablegt. Bessert er auch seinen Eigensinn, so ist er auch zu politischen Geschäften geschickt. Von einem talentvollen jungen Mann läßt sich nur alles Gute hoffen.“ Auch nach dem Übergang des Breisgaus an das Großherzogtum Baden (1805/06) blieb Karl zunächst in dieser Stellung. Ernennungen zum Geheimen Rat, Polizeidirektor und Landvogt in Freiburg folgten. 1812 ernannte ihn Großherzog Karl zum Staatsrat.
Während des Wiener Kongresses bemühten sich Vertreter der mediatisierten Reichsfürsten und der Reichsritterschaft ihre Standesprivilegien zu erhalten. Im Januar 1815 entstand der Plan zu einem allgemeinen Adelsverein für ganz Deutschland, mit dem Namen die Kette. Die Vereinigung, der rund 50 Personen angehörten, wählte Karl von Baden zum Vorsitzenden. Werner von Haxthausen und Joseph von Laßberg wurde ein großer Einfluss in diesem Kreis zugeschrieben – politischen Erfolg konnte der Verein jedoch nicht erzielen.
An den ersten zwei Sessionen der Badischen Ständeversammlung 1819 und 1822 nahm Karl als Vertreter des grundherrlichen Adels in der Ersten Kammer teil. Die konservativen Regierungsmitglieder warfen ihm vor, mit den liberalen Ansichten der Abgeordneten Karl von Rotteck und Ignaz Heinrich von Wessenberg zu sympathisieren.
1823 zog sich Karl zu Privatstudien zurück und verbrachte jeweils längere Zeit auf seinen Stammgütern in Liel. Er war Kunstsammler und Kunstförderer. So unterstützte er den jungen Maler Franz Joseph Zoll, indem er ihm 1802 eine Reise nach Paris ermöglichte, und den aus Staufen im Breisgau stammenden Kupferstecher Johann Baptist Metzger, als der 1801 zur Ausbildung nach Florenz ging.
Karl heiratete Maria Beatrix Sophia von Kageneck (* 1787; † 1846). Aus dieser Ehe gab es keine Kinder. Testamentserbe wurde sein minderjähriger Neffe Bruno Freiherr von Türckheim zu Altdorf, dem Großherzog Leopold von Baden am 31. Dezember 1833 auch die Genehmigung zur Namen- und Wappenvereinigung erteilte. Fortan nannten sich seine Nachkommen Freiherren von Türckheim, genannt von Baden.

## Ehrungen
Karl von Baden war Ritter des Ordens des heiligen Joseph, Komtur des Österreichisch-kaiserlichen Leopold-Ordens, Träger des Großkreuzes des Ordens vom Zähringer Löwen und Ehrenritter des Malteserordens.